# Khan Yunis
Khan Yunis (în arabă خان يونس , ortografiat și Khan Younis sau Khan Yunus; în traducere: „ Hanul lui [[Iona”) este un oraș din sudul Fâșiei Gaza. Potrivit Biroului Central Palestinian de Statistică, Khan Yunis avea o populație de 205.125 în 2017.  Khan Yunis, care se află la numai 4 kilometri est de Marea Mediterană, are un climat semiarid, cu o temperatură de 30 de grade Celsius maxim vara și 10 grade Celsius maxim iarna, cu precipitații anuale de aproximativ 260 mm.
Circumscripția electorală a lui Khan Yunis avea cinci membri în Consiliul Legislativ Palestinian. După alegerile legislative palestiniene din 2006, au existat trei membri Hamas, inclusiv Yunis al-Astal⁠(d); și doi membri Fatah, printre care Mohammed Dahlan⁠(d). Orașul se află acum sub administrația Hamas din Gaza.